# Anna Paulowna
Anna Paulowna est un village dans la commune de Hollands Kroon et une ancienne commune dans la province de Hollande-Septentrionale aux Pays-Bas. Sa superficie est de 77,56 km2 dont 2,59 km2 d’eau.

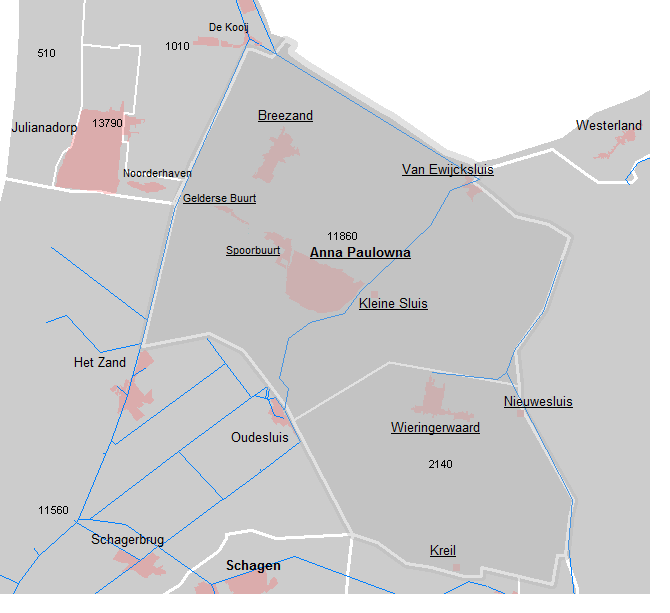
Carte d'Anna Paulowna. Les villages, hameaux et quartiers appartenant à l'entité municipale sont indiqués en souligné. Les nombres sont les chiffres de population.

Le nom de la commune dérive de celui du Anna Paulownapolder, lui-même baptisé ainsi en l'honneur de l'épouse du roi Guillaume II, Anna Pavlovna (1795-1865).
La commune, qui a été créée le 1er août 1870 par démembrement de la commune de Zijpe, est constituée des villages de Breezand, Kleine Sluis, Nieuwesluis, Spoorbuurt, Van Ewijcksluis et Wieringerwaard.
Depuis 2012, la commune a été fusionnée avec d'autres pour former Hollands Kroon.